# Nazionale di ginnastica artistica femminile della Spagna
La nazionale di ginnastica artistica femminile della Spagna è la squadra che rappresenta la Spagna nei concorsi internazionali di ginnastica artistica femminile; è composta dalle migliori 6 ginnaste della nazione più una ginnasta di riserva, scelte in base al ranking nazionale.

## Rosa attuale
| Ginnasta                | Luogo e data di nascita             | Società                  |
| ----------------------- | ----------------------------------- | ------------------------ |
| Marta Costa Mendez      | Madrid, 1º aprile 1992              | Los Cantos Alcorcón      |
| Cintia Rodríguez        | Inca, 16 novembre 1994              | Club Xelska Mallorca     |
| Silvia Colussi Pelaez   | Toronto, 17 agosto 1995             | Oakville Gymnastics Club |
| María Paula Vargas Mota | Valencia, 13 ottobre 1995           | Las Rozas Madrid         |
| Roxana Popa Nedelcu     | Costanza, 2 giugno 1997             | Los Cantos Alcorcón      |
| Ana Pérez Campos        | Siviglia, 14 dicembre 1997          | Hytasa Siviglia          |
| Laura Gamell Villa      | 7 maggio 1998                       | Terrassa Catalogna       |
| Claudia Colom Martin    | Palma di Maiorca, 26 settembre 1998 | Club Xelska Mallorca     |